# Университет Западной Виргинии
Университет Западной Виргинии (англ. West Virginia University) — государственный исследовательский университет в штате Западная Виргиния, США. Основан в 1867 году. Главный кампус находится в городе Моргантаун. Университету принадлежат кампус Технологического института Университета Западной Вирджинии в Бекли, кампус Потомакского государственного колледжа Университета Западной Вирджинии в Кейзере, клинические кампусы медицинской школы университета в Медицинском центре округа Чарльстон и Восточного кампуса в Мартинсбурге.
В 2023 году общее количество студентов, обучающихся в главном кампусе составило 24 200 человек, во всех трех неклинических кампусах — 26 791 человек.

## История
7 февраля 1867 года, в соответствии с положениями Закона о колледжах, законодательный орган Западной Вирджинии создал Сельскохозяйственный колледж Западной Вирджинии, который открылась 2 сентября того же года.
4 декабря 1868 года колледж был переименован Университет Западной Вирджинии и расположен на территории трех бывших академий: Академии Мононгалии созданной в 1814 году, Женской академии Моргантауна созданной в 1831 году и Женской семинарии Вудберна, основанной в 1858 году.
Первое здание кампуса было построено в 1870 году как University Hall и было переименовано в Martin Hall в 1889 году в честь первого президента Университета Западной Вирджинии, преподобного Александра Мартина из Шотландии.
В 1902 году была построена первая библиотеку в современном Стюарт-холле. В 1911 году на инаугурации президента университета Томаса Ходжеса присутствовал президент США Уильям Говард Тафт.
Когда студенты-мужчины ушли на Вторую мировую войну в 1941—1942 годах, женщины стали более заметными в университете и впервые превзошли по численности мужчин в кампусе в 1943 году.
В 1960-х годах число студентов приблизилось к 14 000, университет построил жилой комплекс Эвансдейл для размещения примерно 1800 студентов, в здании был размещён студенческий союз Mountainlair и несколько инженерных и творческих художественных объектов. В 1970 году недалеко от нового кампуса открылся стадион Западного Вирджинского университета вместимостью 14 000 человек.
К концу 1970-х годов общее количество студентов выросло до 22 000 человек. В 1972 году чтобы связать кампусы (Downtown, Evansdale и Health Sciences) и сократить студенческий трафик на местных автомагистралях было начато строительство собственной транспортной системы Personal Rapid Transit (PRT). В 1973 году дочь президента США Ричарда Никсона, Триша, совершила демонстрационную поездку на PRT на одном из пяти прототипов автомобилей. Транспортная система протяжённостью 14 имеет пять станций: Walnut, Beechurst, Engineering, Towers и Medical/Health Sciences. Подвижной состав имеет резиновые шины, вагоны приводятся в действие при помощи контактного рельса.
В 1988 году на медицинском кампусе открылась больница Ruby Memorial Hospital, которая стала первым в штате травматологическим центром первого уровня.
В 2014 году в университете введена обязательная медицинская страховка для студентов.

## Репутация и рейтинги
Университет классифицирован «R1: Докторские университеты — Очень высокая исследовательская активность».
В 2018 году, по данным Национального научного фонда, университет потратил 185,1 млн долларов на исследования и разработки, 121-е место в стране.
Университет является ведущим академическим партнером Федерального бюро расследований в исследованиях биометрии.

## Выпускники

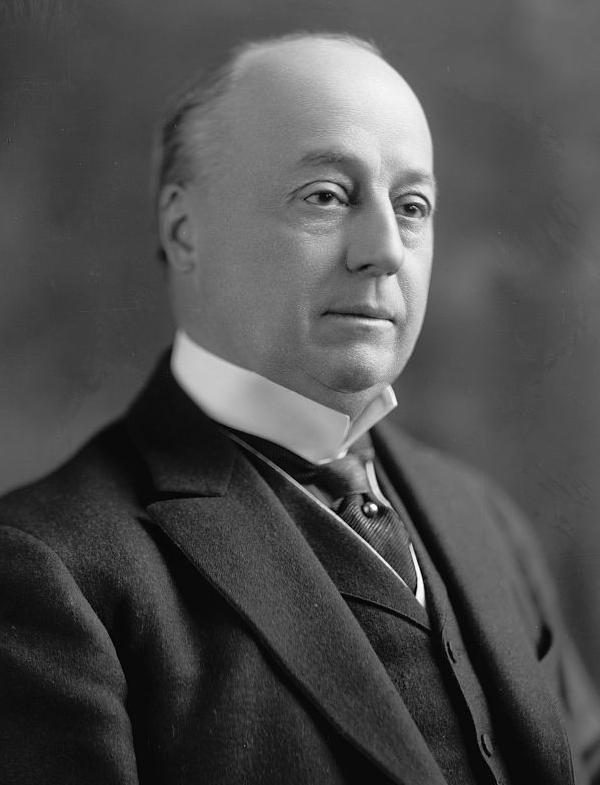
Филандер Чейз Нокс

- Кэтрин Джонсон — физик и математик, внесший значительный вклад в аэронавтику и космические программы США
- Кинни, Тейлор — американский актёр и модель
- Лейзел, Бланш — американская эстампист, ксилограф и дизайнер
- Макбрайд, Джон Эндрю — астронавт НАСА
- Маколифф, Энтони — американский военачальник, генерал
- Мур, Арч Альфред — конгрессмен США от штата Западная Виргиния (1957—1969), губернатор штата Западная Виргиния (1969—1977, 1985—1989)
- Мэнчин, Джо — губернатор штата Западная Виргиния (2005—2010), с 2010 года сенатор США
- Нокс, Филандер Чейз — 44-й Генеральный прокурор США (1901—1904), сенатор от штата Пенсильвания (1904—1909, 1917—1921), 40-й Госсекретарь США (1909—1913)
- Олмстед, Барбара — канадская гребчиха-байдарочница, бронзовая призёрша летних Олимпийских игр, чемпионка регат национального и международного уровня.
- Сарандон, Крис — американский киноактёр
- Томблин, Эрл Рэй — 35-й губернатор штата Западная Виргиния (2011—2017)
- Феррелл, Кончата — американская актриса
- Цублазинг, Петра — итальянский стрелок, победительница чемпионатов мира и Европы.
- Чемберс, Джон — генеральный директор и председатель совета директоров корпорации Cisco Systems